# Distrito de Chupuro
El distrito de Chupuro es uno de los veintiocho que conforman la provincia de Huancayo, ubicada en el departamento de Junín en el centro del Perú.  
Limita por el Norte y por el Oeste con la provincia de Chupaca; por el Este con los distritos de Viques, Huacrapuquio y Cullhuas; y, por el Sur con el distrito de Colca.
Desde el punto de vista jerárquico de la Iglesia católica forma parte de la Arquidiócesis de Huancayo.

## Historia
El distrito fue creado por Ley N.º 13444 del 14 de octubre de 1960, en el segundo gobierno del Presidente Manuel Prado Ugarteche.y por ello esque en la municipalidad de chupuro no actualizan hasta la fecha su nivel de población gracias

## Geografía
Abarca una superficie de 13,15 km².

## Autoridades

### Municipales
- 2019-2022[2] Alcalde: Nelson Munive Valentín (actualmente en función)
- 2015-2018[3]
  - Alcalde: Agustín Quispe Uzco, Movimiento político regional Perú Libre (PL).
  - Regidores: Israel Donato De La Cruz Castro (PL), José Carlos Valentín Román (PL), Lizbeth Giovanna Ríos Capacyachi (PL), Pascual Andrés Chancavilca Cabezas (PL), Hernán Paul Olivera Capacyachi (Juntos por Junín)
- 2011-2014[4][5]
  - Alcalde: Joel Sabino Guerra Taquia, Movimiento Independiente Fuerza Constructora (FC).
  - Regidores: Orlando Patilla Sánchez (FC), Pedro Pablo Gutiérrez Corilla (FC), Antonia Rutti de Gálvez (FC), Juana Marciana Inga de Vilca (FC), Lucio Luya Reynoso (Convergencia Regional Descentralista).
- 2007-2010
  - Alcalde: Ovidio Librón Nestares Valentín.

### Policiales
- Comisaría  no hay comisaria

### Religiosas
hay iglesia pero no hay padre

## Festividades
Todos los años, los días 7, 8, 9 y 10 de agosto se celebra la Fiesta Patronal en homanaje al "Señor de la Caña" patrono del distrito de Chupuro, provincia de Huancayo; organizado por la Hermandad de cargadores del "Señor de la Caña" residentes en Lima, caporales, priostes, mayordomo y batallón de morenos de los diferentes de los barrios y autoridades del lugar.
Se acostumbra que el día 7 el Comité de Damas de la Hermandad, organiza un desayuno con acompañamiento de payasos y reparto de ropitas para los niños del pueblo, recolectadas en Lima.
Los días 8 y 9 se celebran actos litúrgicos y procesiones, desfiles de comparsas costumbristas como la Capitanía, Caporalia, Mayordomía, Priostada y Baile de la Morenada con jocosas estampas.
Durante el proceso del evento hay serenatas con conjuntos típicos y tropicales y acompañamiento de varias bandas de guerra y las mejores bandas de músicos del lugar.
En la fiesta patronal se expenden diferentes platos típicos de la región y asisten devotos de los diferentes sitios del Perú y del extranjero.